# Fältsippa
Fältsippa (Pulsatilla pratensis) är en växtart i familjen Ranunkelväxter. Arten är flerårig.
Fältsippa är en tätt silkeshårig ört som blir  10–30 cm hög och har en kraftig pålrot. Den kan bli upp till 50 cm lång och övergår upptill i en kraftig, grenig jordstam varifrån de tredubbelt parbladiga bladen utgår. Bladen utvecklas först efter blomning. Blomskaften utgår från jordstammen och bär tre så kallade svepeblad med mycket smala flikar. Blomman är ensam, hängande och klocklik med mörkt violetta, ibland ljusare, ibland rödlätta hylleblad. Bladen har en silkeshårig utsida och trubbig, tillbakarullad spets. Fältsippan blommar under våren och försommaren. Blomskaftet rätar upp sig under fruktmognaden och förlängs till uppemot 45 centimeters höjd.
En underart till fältsippa är svartsippa.